# 브로모메탄
브로모메탄(Bromomethane) 또는 브롬화 메틸(methyl bromide)은 화학식 CH3Br을 갖는 유기 브로민 화합물이다. 이 무색무취의 비휘발성 기체는 산업적으로, 생물학적으로 생성된다. 4면체 모양을 지니며 오존 파괴 화학물질로 인식된다. 농약으로 널리 사용되다가 2000년대 초에 대부분의 국가에서 철회되었다.

## 같이 보기
- 클로로메테인